# كيث بيشوب (لاعب كرة قدم أمريكية)
كيث بيشوب (بالإنجليزية: Keith Bishop)‏ هو لاعب كرة قدم أمريكية أمريكي، ولد في 10 مارس 1957 في سان دييغو في الولايات المتحدة.

## وصلات خارجية
- كيث بيشوب على موقع مرجع كرة القدم المحترفة.كوم (الإنجليزية)
- كيث بيشوب على موقع IMDb (الإنجليزية)